# Das Duo: Liebestod
Liebestod ist ein deutscher Fernsehfilm von Jörg Grünler aus dem Jahr 2007. Es handelt sich um den 14. Filmbeitrag der ZDF-Kriminalfilmreihe Das Duo.
In ihrem dritten gemeinsamen Fall müssen sich Ahrens und Hertz um den Mord an Peter Claussen, dem Teilnehmer einer Radio-Dating-Show, kümmern.

## Handlung
Marion Ahrens und Clara Hertz ermitteln im Todesfall des Kleinunternehmers Peter Claussen, der am Strand von Travemünde in seinem Wagen erstochen aufgefunden wurde. Obwohl
Claussen verheiratet war und zwei Kinder hatte, finden sich Anhaltspunkte, dass er seiner Frau nicht treu war. Nachdem bei ihm zwei Handys gefunden und die Anruflisten daraus analysiert werden, bringt das die Ermittlerinnen zu einem örtlichen Lokalsender. Dort hatte Claussen unter falschem Namen regelmäßig an einer Radio-Dating-Show teilgenommen, wodurch er offensichtlich mit seinen Sexualpartnerinnen in Kontakt gekommen war. Ahrens und Hertz überprüfen nun die Frauen, mit denen Claussen sich in letzter Zeit getroffen hatte. In Verdacht gerät dabei die Dating-Teilnehmerin Maritta Weber, die von Claussen eine feste Beziehung erhoffte und nicht nur ein anonymes Abenteuer. Sie gibt nach längerem Verhör zu, an Claussens Todestag Sex mit ihm gehabt, ihn aber nicht getötet zu haben. Nachdem die Recherche der Kommissarinnen ergibt, dass zwei ihrer Sexualpartner aus vergangenen Jahren relativ jung gestorben sind, bleibt sie die Hauptverdächtige. Eine nochmalige rechtsmedizinische Untersuchung dieser Todesfälle entlastet Maritta Weber allerdings, da es sich hierbei eindeutig jeweils um einen natürlichen Tod der Männer gehandelt hatte. Ein weiterer Verdächtiger ist Claussens Freund Olaf Spohr, der zum einen als nicht ganz gleichberechtigter Firmenpartner unter dessen Launen zu leiden hatte und der zum anderen in Claussens Frau Anja verliebt ist. Trotz hinreichender Motive des Verdächtigen, zweifeln die Ermittlerinnen an dessen Schuld. Ebenso kann auch gegen die Ehefrau des Opfers kein ausreichender Tatverdacht ermittelt werden.
Kriminalassistent Frank Düblin hat noch eine ganz andere Theorie. Er hält es für möglich, dass die „Macher“ der Radio-Dating-Show sich selber ein „Geschäft“ aufgebaut haben könnten. Während Radiosprecher Malte Holk geeignete finanzkräftige Kandidaten auswählt, könnte sich seine hübsche Kollegin Kerstin Steiner mit ihnen getroffen haben, um sie „auszunehmen“. Clara Hertz findet das zwar sehr weit hergeholt, aber auch nicht ganz abwegig und so nimmt sie Kontakt zu dem Radiosender auf, um sich angeblich selbst als Kontaktsuchende in die Sendung mit einzubringen. Dabei kommt sie dahinter, dass Kerstin Steiner, bevor sie nach Lübeck kam, bei einem Radiosender in Rostock gearbeitet hatte und dort schon einmal mit Claussen zu tun hatte. Weitere Recherchen bringen zutage, dass Kerstin Steiner mit Claussen damals eine Beziehung hatte und sogar schwanger von ihm war. Das Kind hatte sie verloren und Claussen bis heute nicht verziehen, dass ihn das nicht weiter interessiert hatte. Nachdem sie ihn hier in Lübeck wieder traf, brachen die alten Wunden wieder auf und sie fasste den Plan Rache zu üben. Obwohl Kerstin Steiner lange leugnet, kann Clara Hertz sie am Ende zu einem Geständnis bewegen.
Privat hat Marion Ahrens noch immer Probleme mit ihrem Mann Viktor, der schon wieder Heimlichkeiten vor ihr hat. So vermutet sie, dass er der Versuchung zu Zocken wieder einmal nicht widerstehen konnte. Das führt erneut zu einer Vertrauenskrise in ihrer Ehe. Nachdem Marion ein Gespräch ihres Mannes belauscht, vermutet sie sogar, dass er sich mit einer anderen Frau trifft und sie betrügt. Am Ende stellen sich die häufigen Alleingänge ihres Mannes als harmlos heraus, denn er hatte in den letzten Wochen ihren Silberhochzeitstag vorbereitet und seine Frau nun damit sehr überrascht.

## Hintergrund
Liebestod wurde in Lübeck gedreht und am 5. Mai 2007 um 20:15 Uhr im ZDF erstausgestrahlt.

## Rezeption

### Einschaltquoten
Die Erstausstrahlung am 30. Mai 2007 erreichte 5,44  Millionen Zuschauer, was einem Marktanteil von 19,7 Prozent entsprach.

### Kritiken
Tilmann P. Gangloff meinte bei tittelbach.tv zu dieser Folge: „Mit Lisa Martinek als neuer Partnerin für Charlotte Schwab hat die Samstagskrimireihe ‚Das Duo‘ enorm gewonnen. Auch in ihrem zweiten Fall [(Anmerkung: Gangloff irrt, es ist schon der dritte Fall.)] ‚Liebestod‘ bringt sie Tempo und Humor in die Geschichten aus Lübeck. Aufzuklären haben sie den Tod eines Schürzenjägers. Guter, solider Gebrauchskrimi, angenehm zurückhaltend inszeniert von Jörg Grünler.“
Die Kritiker der Fernsehzeitschrift TV Spielfilm vergeben die beste Wertung (Daumen nach oben) und fanden, „das amüsante Krimirätsel um Kuppelshows und Schürzenjäger verwandelt sich am Ende in einen intensiven Psychotrip“, was „ein Verdienst der großartigen Sandra Borgmann“ sei. Sie zogen das lobende Fazit: „Meisterkrimi um Mord, Liebe, Wahn“.